# Manuel de Trujillo y Torres
Pour les articles homonymes, voir Trujillo et Manuel Torres.
Manuel de Trujillo y Torres, né en novembre 1762 et mort le 15 juillet 1822, est un publiciste et diplomate colombien. Il est surtout connu pour avoir été reçu en tant que premier ambassadeur de Colombie par le président américain James Monroe le 19 juin 1822. Il s'agit alors du premier acte de reconnaissance par les États-Unis de l'indépendance d'une ancienne colonie espagnole.
Né en Espagne, il a vécu, jeune adulte, dans la colonie de la Nouvelle-Grenade (actuelle Colombie). Après son implication dans une conspiration contre la monarchie, il s'enfuit en 1794 et arrive aux États-Unis en 1796. Depuis Philadelphie, il passe le restant de ses jours à plaider en faveur de l'indépendance des colonies espagnoles en Amérique. En étroite collaboration avec le rédacteur en chef de journal William Duane (en), il publie des articles, des brochures et des livres en anglais et en espagnol.
Durant les guerres d'indépendance hispano-américaines, il joue un rôle central dans la direction du travail des agents révolutionnaires en Amérique du Nord, qui se rendent fréquemment chez lui. En 1819, Torres est nommé diplomate au Venezuela, qui s'unit cette année-là à la Nouvelle-Grenade pour former la Grande Colombie. En tant que chargé d'affaires, il négocie d'importants achats d'armes, mais ne parvient pas à obtenir de prêts publics. Ayant jeté les bases de la reconnaissance diplomatique de la Colombie, il meurt moins d'un mois après avoir atteint cet objectif. Il est considéré comme l'un des premiers partisans du panaméricanisme.

## Jeunesse de Manuel Torres

### Premières années de sa vie

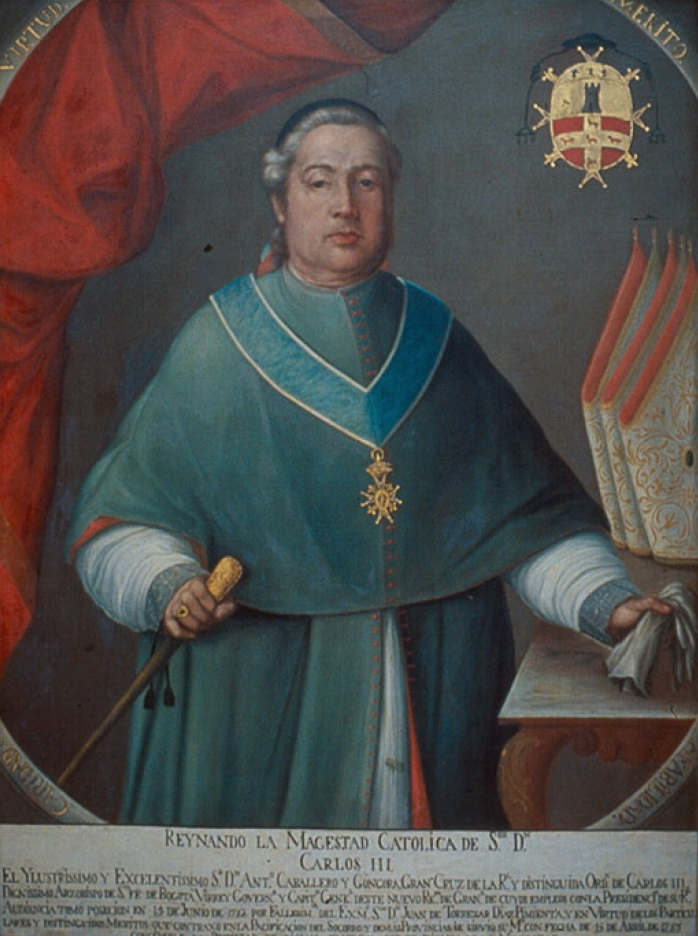
Antonio Caballero y Góngora, l'oncle de Torres.

Manuel Torres naît dans le royaume espagnol de Cordoue au début du mois de novembre 1762. La famille de sa mère est originaire de la ville de Cordoue, tandis que celle de son père est probablement originaire de la ville voisine de Baena. Il est issu de la petite noblesse des deux côtés de sa famille, une classe qui a un statut social mais pas nécessairement de richesse.
Au printemps 1776, le jeune Torres embarque pour Cuba avec son oncle maternel Antonio Caballero y Góngora, qui y est consacré évêque de Mérida dans la vice-royauté de Nouvelle-Espagne. Torres attribuera plus tard ses idéaux républicains à son oncle, un homme du siècle des Lumières qui était un grand collectionneur de livres, d'art et de pièces de monnaie. Après la promotion de Caballero y Góngora au poste d'archevêque de Santa Fé de Bogotá, la famille arrive en Nouvelle-Grenade le 29 juin 1778.
À l'âge de 17 ans, Torres commence à travailler pour le secrétariat de la vice-royauté et pour le Trésor royal. Durant les sept années suivantes, il apprend la finance et est témoin des conflits politiques et sociaux en Nouvelle-Grenade tels que la révolte des Comuneros. C'est aussi l'époque de la révolution américaine à laquelle l'Espagne a affronté la Grande-Bretagne. Caballero y Góngora devient vice-roi de Nouvelle-Grenade en 1782 et gouverne comme un modernisateur libéral.
Torres se rend en France au début de l'année 1785 pour étudier à l'École royale militaire de Sorèze, pendant environ un an et demi, les sciences militaires et les mathématiques. En tant que lieutenant du Génie (en espagnol : teniente de ingenerios), ((en)) he probably aided Colonel Domingo Esquiaqui's survey⇔il a probablement contribué à la campagne du colonel Domingo Esquiaqui et à la réorganisation des garnisons coloniales. Sur présentation de l'archevêque-viceroi, Torres a reçu de Charles IV  des terres près de Santa Marta et a établi une plantation prospère, qu'il a nommée San Carlos. Il s'y est marié et y a eu une fille,.
Il se lie avec les libéraux politiques de la classe criollo (c'est-à-dire les habitants de la Nouvelle-Grenade d'origine européenne) de Bogota, rejoignant un club secret dirigé par Antonio Nariño où l'on discute librement d'idées radicales. Lorsqu'en 1794, Nariño et d'autres membres du club sont impliqués dans une conspiration contre la Couronne, Torres fuit la Nouvelle-Grenade sans sa famille. Il se rend d'abord à Curaçao, puis en 1796 à Philadelphie (qui est alors la capitale des États-Unis).

### Son arrivée à Philadelphie

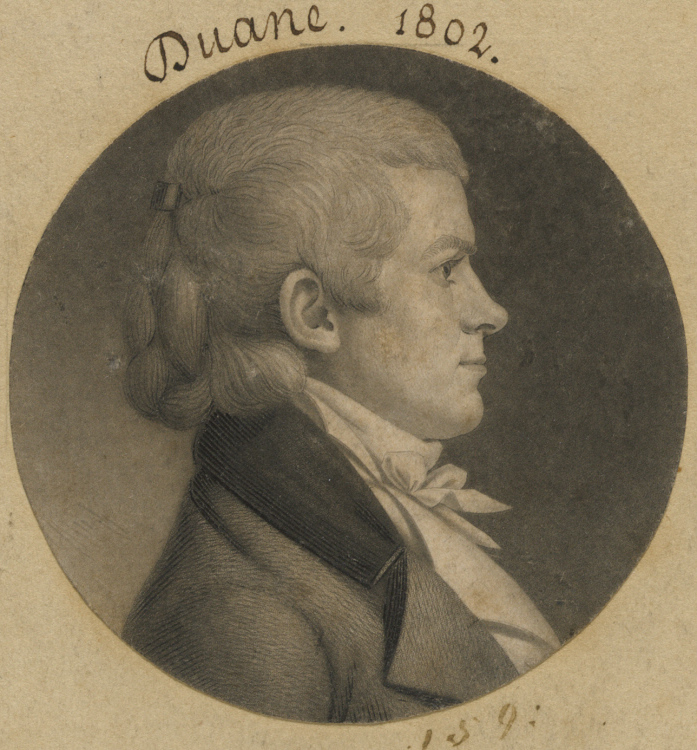
Influencé par Torres, William Duane et son journal Aurora sont devenus des défenseurs de l'indépendance des colonies espagnoles en Amérique.

À l'époque, les Hispano-Américains qui se dirigeaient vers le Nord avaient tendance à se rendre à Philadelphie, à Baltimore ou à La Nouvelle-Orléans (contrôlée par les Français), qui étaient des centres de relations commerciales avec les colonies. Philadelphie, en particulier, était un symbole des idéaux républicains, ce qui a pu attirer Torres. Son commerce avec les colonies espagnoles était important et l'American Philosophical Society fut la première société savante des États-Unis à nommer des membres hispano-américains. À l'église catholique romaine de Sainte-Marie (en) de Philadelphie, il rejoint une communauté cosmopolite de catholiques romains, dont beaucoup viennent d'Amérique espagnole et française.
Parvenant à nouer contact rapidement avec des Américains, Torres se lie d'amitié avec William Duane (en), qui devient rédacteur en chef du journal de Philadelphie Aurora (en) en 1798. Le rédacteur publie continuellement les vues de Torres sur l'indépendance hispano-américaine dans le journal, dont le contenu sera repris par d'autres. Torres traduit des pamphlets espagnols pour Duane et, parfois, les éditoriaux de Duane en espagnol. Le but de ces écrits était de vanter en Amérique espagnole les États-Unis comme étant un modèle de gouvernement représentatif indépendant à suivre et, aux États-Unis, d'accroître le soutien aux mouvements indépendantistes.
Au départ de son expérience à Philadelphie, Torres est assez riche et reçoit des fonds de sa femme, ce qui l'aide à nouer des liens sociaux importants. Cependant, ayant investi son argent dans des entreprises commerciales risquées, et ayant à l'occasion perdu 40 000 $ ou encore 70 000 $, il est donc contraint de vivre plus modestement au cours des années suivantes.
Trois ans après l'arrivée de Torres à Philadelphie, un « Spaniard in Philadelphia » (en français,« Espagnol à Philadelphie ») écrit un pamphlet intitulé Reflexiones sobre el comercio de España con sus colonias en tiempo de guerra et publié en anglais sous le titre Observations on the Commerce of Spain with her Colonies, in Time of War. L'auteur, probablement Torres, critique le colonialisme espagnol. Il estime notamment que l'Espagne a le monopole des échanges commerciaux avec ses colonies à leur détriment : en temps de guerre, la métropole ne peut pas approvisionner les colonies en biens essentiels et, en temps de paix, les prix sont trop élevés. La solution proposée par l'auteur est de mettre en place un système de libre-échange au sein des Amériques. Ce pamphlet est réimprimé à Londres par William Tatham.
La résidence de Torres augmenta l'attrait de Philadelphie pour les révolutionnaires hispano-américains. En 1805, Torres a probablement rencontré Francisco de Miranda, également exilé après l'échec d'une conspiration, peu avant l'échec de l'expédition de Miranda en capitainerie générale du Venezuela. Il rencontre aussi Simón Bolívar en 1806. Le ministre espagnol aux États-Unis, Carlos Martínez de Irujo, signale alors l'activité de Torres à ses supérieurs.

## Coordination des révolutionnaires
Pendant la période d'instabilité provoquée par la conquête de l'Espagne par Napoléon Bonaparte (la guerre péninsulaire), les habitants des colonies décident de suivre le modèle des provinces péninsulaires espagnoles en organisant des juntes pour gouverner en l'absence d'un pouvoir central. Les partisans de l'indépendance, qui s'appellent eux-mêmes « patriotes », soutiennent que la souveraineté revient au peuple en l'absence de monarque. Ils s'opposent aux royalistes qui soutiennent l'autorité de la Couronne. À partir de 1810, les juntes patriotes déclarent successivement leur indépendance et Manuel Torres devient leur point de contact naturel aux États-Unis.

### Courtage d'armes
Bien que l'administration du président américain James Madison ne reconnaisse officiellement aucun gouvernement de part et d'autre, les agents patriotes sont autorisés à chercher des armes aux États-Unis et les ports américains deviennent des bases de corsaires. Torres sert d'intermédiaire entre les agents nouvellement arrivés et des Américains influents, tels que  Juan Vicente Bolívar (le frère de Simón Bolívar) et le riche banquier Stephen Girard. Juan Vicente Bolívar parvient à acheter des armes pour le Venezuela, mais il disparaît en mer lors de son retour de voyage en 1811.
Avec Telésforo de Orea du Venezuela ainsi que Diego de Saavedra et Juan Pedro Aguirre de Buenos Aires, Torres négocie un plan visant à acheter 20 000 mousquets et baïonnettes au gouvernement américain. Girard accepte de financer le plan de crédit en commun de Buenos Aires et du Venezuela mais le secrétaire d'État James Monroe le bloque en refusant de répondre. Saavedra et Aguirre ne parviennent à expédier que 1 000 mousquets à Buenos Aires mais, à la fin de l'année 1811, Torres aide Orea à fournir environ 24 000 armes au Venezuela. De nouveaux acheteurs continuent d'arriver et les approvisionnements constituent un apport important tandis que les révolutionnaires subissent de nombreuses défaites.
Le nouveau ministre espagnol, Luís de Onís (es), tente secrètement d'interrompre les livraisons d'armes. Il est également informé par un facteur d'un projet d'achat auprès de l'arsenal américain. Onís rend compte de ces activités subversives et ses agents harcèlent des révolutionnaires présumés comme Torres. Francisco Sarmiento et Miguel Cabral de Noroña, deux associés d'Onís, tentent d'assassiner Torres en 1814, apparemment sur ordre du ministre. En raison de son aide à la révolution, Torres se voit confisquer son domaine situé en Nouvelle-Grenade sous contrôle royaliste après la mort de sa femme et de sa fille.

### Écrits publics de Manuel Torres
À court d'argent durant cette période, Torres subvient en partie à ses besoins en enseignant. Avec Louis Hargous, il rédige une adaptation pour l'enseignement en anglais et en espagnol du livre de Nicolas Gouïn Dufief (en), Nature Displayed in Her Mode of Teaching Language to Man. La longue page de titre de l'ouvrage présente Torres et Hargous comme étant des « professeurs de grammaire générale » et, dans l'introduction, ils soulignent l'importance pour les Américains d'étudier la littérature espagnole. Des éditions révisées influentes de Mariano Velázquez de la Cadena (en) sont aussi publiées à New York (1825) et à Londres (1826).
Peu après Nature Displayed in Her Mode of Teaching Language to Man, un pamphlet Manual de un Republicano para el uso de un Pueblo libre, dont Torres est probablement l'auteur, est édité en 1812. Structuré comme un dialogue, ce pamphlet anonyme défend le système de gouvernement américain basé sur la philosophie de Jean-Jacques Rousseau et affirme qu'il devrait être un modèle pour l'Amérique espagnole. Le contenu suggère que l'auteur est « un partisan conservateur de la démocratie jeffersonienne ».
En plus d'écrire pour le journal Aurora de William Duane, Torres envoie des actualités et des opinions au Baltimore Whig et au New York Columbian de Baptis Irvine, à la City of Washington Gazette de Jonathan Elliot (en) et au Weekly Register (en) de Hezekiah Niles (en) à Baltimore. Il fait la connaissance de notables tels que le député Henry Clay, l'avocat Henry Marie Brackenridge, le receveur des Postes de Baltimore John Stuart Skinner, le juge Theodorick Bland et le responsable du bureau des brevets William Thornton. Le soutien de Clay, qui devient au Congrès un défenseur de l'indépendance de l'Amérique espagnole, lui permet notamment de faire pression sur de nombreux fonctionnaires influents.

### Propositions économiques

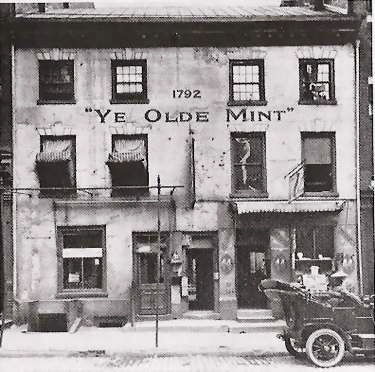
Robert Patterson, directeur de l'U.S. Mint (photo de 1908), a approuvé le livre de Torres.

Le lobbying de Manuel Torres porte également sur les affaires intérieures. En effet, en février 1815, vers la fin de la guerre de 1812 qui a préoccupé le public américain, il écrit deux lettres au président Madison décrivant une proposition de réforme fiscale et financière. Elle comprend un impôt égal et direct sur tous les biens, que Torres considère comme plus juste ; et finalement, il calcule un excédent budgétaire d'un million de dollars dans le cadre de son projet et suggère la réduction progressive de la dette nationale. Dans son message du 5 décembre au Congrès, Madison propose deux idées que Torres avait privilégiées : la création d'une seconde banque des États-Unis et son utilisation pour créer une monnaie nationale unique.
La même année, Torres écrit An Exposition of the Commerce of Spanish America ; with some Observations upon its Importance to the United States,. Cet ouvrage, publié en 1816, est le premier manuel interaméricain. Torres joue sur la rivalité anglo-américaine en plaidant en faveur de l'importance d'établir des intérêts commerciaux américains plutôt que britanniques dans cette région critique, alors que les agents révolutionnaires en Grande-Bretagne proposent le contraire. Appliquant l'économie politique, il observe qu'un pays ayant une balance commerciale négative - comme les États-Unis - a besoin d'une source d'or et d'argent - comme l'Amérique du Sud - pour stabiliser sa monnaie et son économie. Son analyse politique est entrecoupée de conseils pratiques aux marchands, suivis de tableaux de conversion entre les monnaies et les unités de mesure.
Torres revient momentanément dans les affaires économiques en avril 1818. Par l'intermédiaire de Henry Clay, il annonce au Congrès avoir découvert un nouveau moyen d'optimiser la comptabilisation des recettes et des dépenses et qu'il révélerait cela en détail si on lui promettait une part des économies réalisées par le gouvernement. La proposition préliminaire est renvoyée au Comité des voies et moyens de la Chambre des représentants des États-Unis qui refuse de l'examiner en raison de sa trop grande complexité.

### Philadelphia Junta
En 1816, les propagandistes hispano-américains avaient réussi à renforcer l'opinion publique américaine en faveur des Patriotes. Cependant, les victoires de la propagande ne se traduisent pas par des succès concrets, les royalistes ayant reconquis la Nouvelle-Grenade et le Venezuela en mai 1816. Pedro José Gual, initialement venu aux États-Unis pour représenter ces gouvernements, décide de travailler avec Torres sur un plan visant à libérer la Nouvelle-Espagne. Ils sont rejoints par d'autres agents pour former leur propre junta (junte) qu'ils appellent Philadelphie Junta. Parmi ses membres, on peut citer Telésforo de Orea, Mariano Montilla, José Rafael Revenga, Juan Germán Roscio (es) du Venezuela, Miguel Santamaría du Mexique et Vicente Pazos (es) de Buenos Aires.
La Philadelphia Junta, sous l'impulsion de Torres, conspire au milieu de l'année 1816 pour envahir un nouveau port espagnol à l'aide de navires commandés par le corsaire français Louis-Michel Aury. Néanmoins, ce plan s'avère être un échec car la flotte d'Aury fut réduite à sept navires, la rendant incapable de capturer un port majeur. Mais, les conspirateurs parviennent à organiser une force sous les ordres du général Francisco Xavier Mina, récemment arrivé (malgré les obstructions de José Alvarez de Toledo, une connaissance de Torres qui espionnait en réalité pour le compte d'Onís). L'opération est financée par un groupe de marchands de Baltimore où Torres se rend pour la superviser. Le prêtre exilé Servando Teresa de Mier (en), qui était venu aux États-Unis avec Mina et était devenu un bon ami de Torres, parvient à rapporter avec lui au Mexique deux exemplaires du livre An Exposition of the Commerce of Spanish America de Torres et un du Manual de un Republicano para el uso de un Pueblo libre. L'expédition débute en septembre 1816 mais Mina est capturé et abattu quelques années après.
Lino de Clemente (en), arrivé aux États-Unis en 1816 en tant que chargé d'affaires vénézuélien (un diplomate du rang le plus bas), est l'un des agents à rejoindre la junte. Torres devient son secrétaire à Philadelphie. Clemente est l'un des hommes qui ont signé la commission de Gregor MacGregor pour s'emparer d'Amelia Island au large des côtes de la Floride, ce qui est devenu un scandale politique connu sous le nom de « Scandale de l'île d'Amelia ». Tous ceux y ayant été impliqués seraient devenus devenus indésirables aux yeux de Monroe.

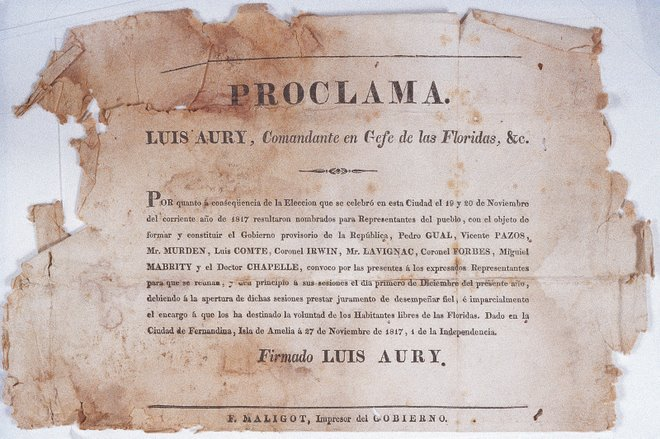
Proclamation par Louis-Michel Aury en tant que Commandant-en-chef des Florides.

La Philadelphia Junta s'est effectivement dissoute à la suite de cet événement que Simón Bolívar a désavoué. Par la suite, le secrétaire d'État John Quincy Adams refuse toute communication avec Clemente. Bien que Torres ait participé à l'événement, il avait discrètement évité de s'impliquer publiquement. En octobre 1818, Bolívar demande donc à Clemente de rentrer chez lui et de transférer ses fonctions de chargé d'affaires à Torres. Durant les années d'existence de la junte, Manuel Torres, Pedro José Gual et Lino de Clemente sont parvenus à acheter d'importantes quantités de fournitures militaires à divers marchands de Philadelphie et de New York, ainsi qu'au gouvernement américain.

## Diplomate pour la Colombie

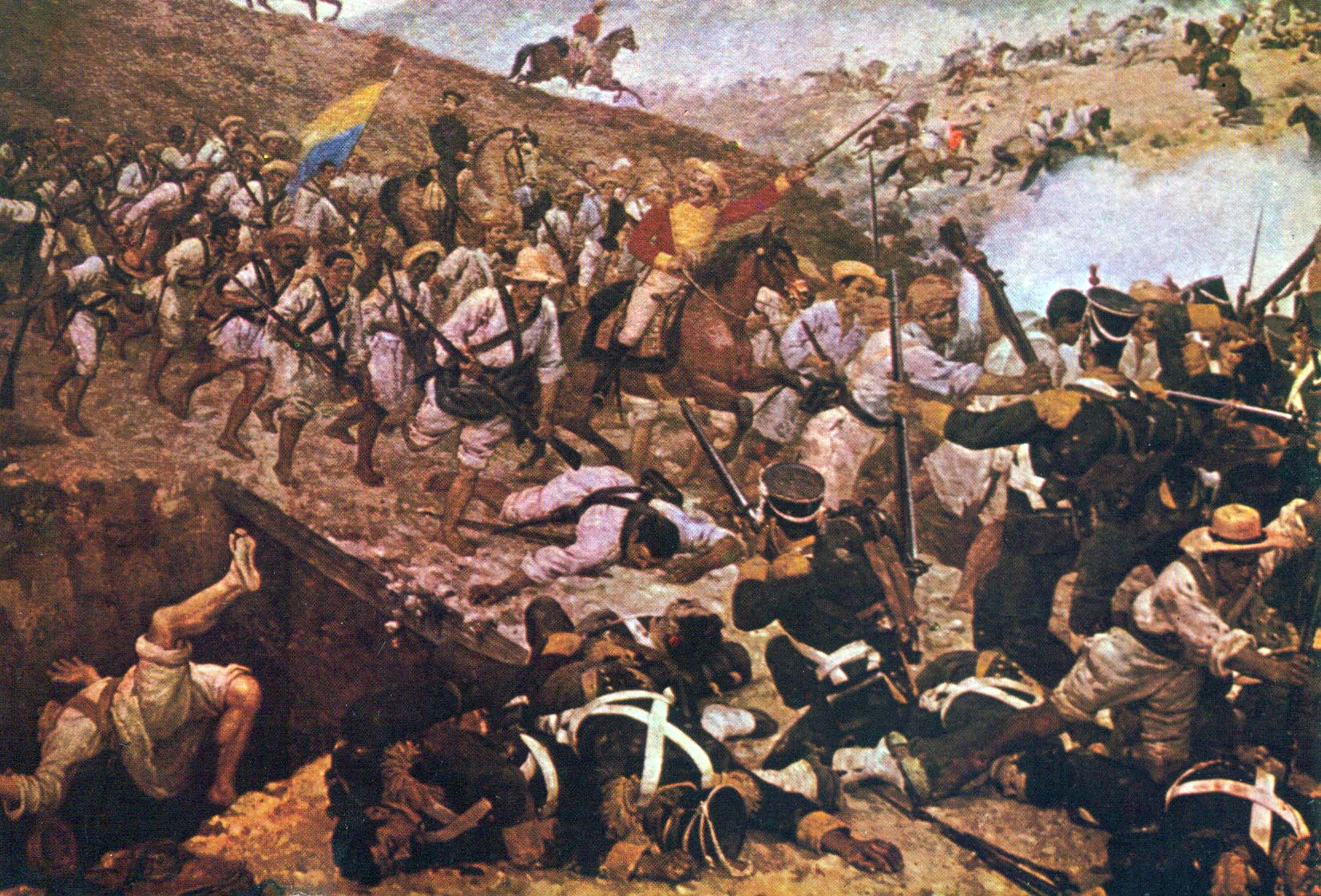
Victoire des Patriotes lors de la bataille de Boyacá.

La nomination de Manuel Torres au poste de chargé d'affaires coïncide avec un tournant dans les guerres d'indépendance. Tandis que la situation était jusqu'alors désastreuse, les forces patriotes dirigées par Bolívar entament une campagne de libération de la Nouvelle-Grenade et remportent une importante victoire durant la bataille de Boyacá. Lorsque Torres reçoit ses lettres de créance diplomatiques, il est autorisé à faire aux États-Unis tout ce qui est possible pour mettre fin immédiatement au conflit dans lequel les patriotes du Venezuela sont actuellement engagés pour leur indépendance et leur liberté. Le Venezuela et la Nouvelle-Grenade s'unissent le 17 décembre 1819 pour former la République de Colombie, une union appelée Grande Colombie par les historiens.
Francisco Antonio Zea est initialement nommé envoyé de la Colombie aux États-Unis, mais ne s'y rend jamais. Torres est alors autorisé à prendre cette fonction le 15 mai 1820, et donc officiellement habilité à négocier pour la république. Dès lors, il va tenter d'assurer l'indépendance de la république par trois moyens : l'achat d'armes et d'autres fournitures militaires, l'obtention d'un prêt et la reconnaissance diplomatique de son gouvernement.

### Achats d'armes
Avec l'aide de Samuel Douglas Forsyth, un citoyen américain envoyé du Venezuela par Bolívar, Torres est chargé de se procurer trente mille mousquets à crédit. Cette somme n’est pas réalistement disponible auprès de sources privées, en partie à cause de la crise bancaire de 1819 aux États-Unis. Torres conclut alors des accords substantiels, notamment avec le marchand de Philadelphie Jacob Idler qui représente un réseau de partenaires commerciaux.
Dans l'un de ces contrats signé le 4 avril 1819, Idler promet un total de 63 071,50 dollars de fournitures dont 4 023 mousquets et 50 quintaux de poudre à canon. Après la livraison, la Colombie est tenue de payer en or, en argent ou en tabac de la province de Barinas. Par la suite, d'autres accords suivent sur ce même modèle, les marchands gagnant en confiance avec les nouvelles des victoires successives des Patriotes. De décembre 1819 à avril 1820, Torres négocie des contrats d'une valeur de 108 842,80 dollars et, au cours de l'été 1820, il conclut un accord pour la marine colombienne.
Bien que Torres écrive à plusieurs reprises à ses supérieurs pour les informer de l'importance de maintenir le crédit de la Colombie auprès des marchands américains, le gouvernement n'effectue pas le paiement comme convenu. Malgré cela, Torres réussit à négocier la poursuite des expéditions, même avec les marchands qui avaient des créances impayées. Après l'indépendance, ces créances deviennent un problème important dans les relations des États-Unis avec l'Amérique du Sud ; la succession d'Idler les contestera jusqu'à la fin du siècle. Néanmoins, Torres obtient d'Idler 11 571 mousquets et d'autres fournitures telles que des chaussures et des uniformes. Ces marchandises sont acheminées au Venezuela en 1820-1821 à bord du Wilmot et de l'Endymion.

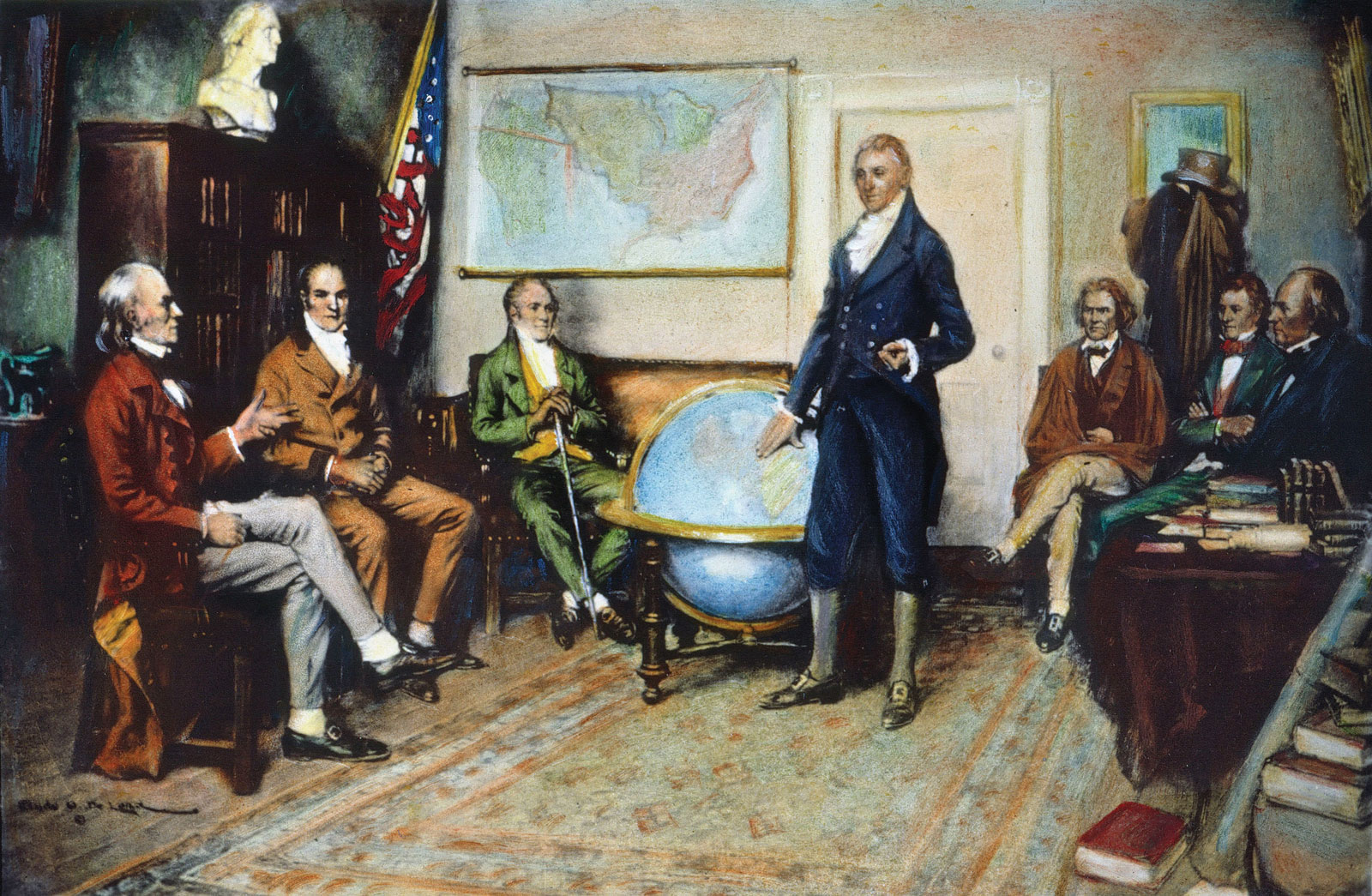
Le cabinet de Monroe était initialement divisé sur le projet de vente. (The Birth of the Monroe Doctrine by, 1912)

En février 1820, Torres se rend à Washington pour acheter vingt mille mousquets au gouvernement américain, une source qui pouvait combler ce qu'il ne pouvait pas obtenir auprès de marchands privés. Monroe temporise en répondant que la Constitution l'empêche de vendre des armes sans le consentement du Congrès, mais son cabinet examine une missive de Torres. Cette missive plaide en faveur de la vente en soulignant les intérêts communs des républiques américaines contre les monarchies européennes. Le secrétaire à la Guerre John Caldwell Calhoun et le secrétaire à la Marine Smith Thompson y sont favorables tandis que Torres estime que la Chambre des représentants sera en sa faveur. Cependant, le secrétaire d'État John Quincy Adams s'oppose catégoriquement à ce qu'il considère comme une violation de la neutralité américaine, ce qui amène le cabinet à rejeter unanimement la demande lors d'une réunion tenue le 29 mars.
Le lendemain, Adams explique son ressenti en ces mots à Monroe :

« J'éprouvais une certaine méfiance à l'égard de tout ce qui était proposé et souhaité par ces messieurs sud-américains. Torres et Forsyth avaient suivi un système différent de celui de Lino Clemente et Vicente Pazos. Au lieu d'intimider et d'insulter, ils avaient cherché à apaiser et à amadouer. Mais leur objectif était évidemment le même. La proposition de Torres était que, tout en professant la neutralité, nous devions fournir une aide de guerre concrète à l'Amérique du Sud. »

Malgré ce scepticisme, Adams fait confiance à Torres pour l'informer sur les affaires hispano-américaines, probablement dû au fait que Torres soit aussi un fervent partisan des États-Unis. Jusqu'au 19 février 1821, Torres va rendre six fois visite à Adams, mais sans succès.

### Tentatives d'emprunt

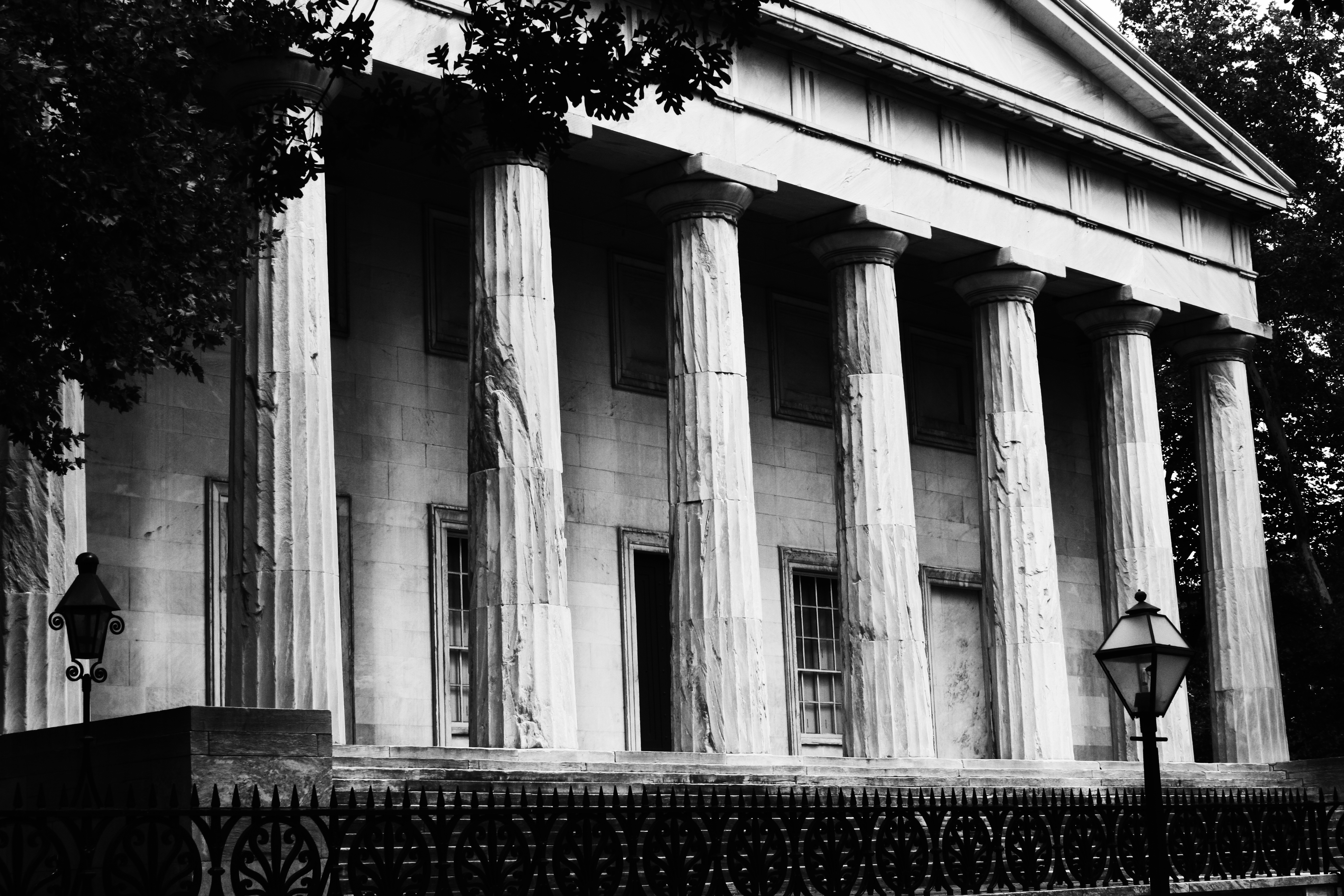
Bâtiment de la Seconde banque des États-Unis (1824).

Conscient des difficultés financières du gouvernement colombien, Manuel Torres tente d'emprunter de l'argent aux États-Unis en son nom. Avec l'aide d'une lettre de recommandation de Henry Clay, il propose à l'automne 1819 un prêt de 500 000 dollars à  Langdon Cheves (en), président de la Seconde banque des États-Unis. Ce prêt doit être remboursé dans les 18 mois avec des lingots colombiens dont la Banque manque cruellement. Mais, cette dernière ayant déclaré qu'elle n'avait pas le droit de prêter à des gouvernements étrangers, Torres réitère sa proposition sous la forme d'un achat de lingots. Il contacte également John Quincy Adams qui déclare que le gouvernement n'avait pas d'objection et qu'il s'en remettait au jugement des directeurs de la Banque, et obtient le soutien de Cheves. Malgré la poursuite des négociations, ce prêt ne sera jamais finalisé, sans parler de la proposition plus audacieuse de Bolívar, qui voulait que la Banque prenne en charge la totalité de la dette nationale du Venezuela en échange de la mine d'argent de Santa Ana de Mariquita, en Nouvelle-Grenade. La Colombie était peu solvable et Torres pensait que la Banque, en difficulté, n'était pas en mesure d'accorder le prêt.
Afin d'améliorer la réputation financière de la Colombie, Torres circulated several public memorials⇔Torres fait circuler plusieurs mémoires publics et continue à chercher des prêts auprès d'autres sources. Jacob Idler le présente à Philip Contteau, l'agent américain de la société marchande néerlandaise Mees, Boer et Moens. Le 8 avril 1820, Torres et Contteau négocient un prêt de 4 millions de dollars à un taux d'intérêt de 8 %. La Colombie conserve le monopole d'État sur le tabac de Barinas et confie le contrôle exclusif du tabac à Mees, Boer et Moens jusqu'à ce que les bénéfices aient remboursé le prêt. Les conditions de ce contrat sont envoyées à la Colombie et à la Hollande pour approbation.
Torres reçoit pour instruction d'emprunter jusqu'à 20 millions de dollars, une demande impossible. Il espère tirer parti de son succès en empruntant un million de dollars supplémentaire avec la participation du gouvernement américain. Il en fait la demande à Adams au cours de l'hiver 1820-1821 et obtient le soutien de Monroe et du secrétaire au Trésor William Harris Crawford. Cependant, comme pour l'achat d'armes, cette proposition échoue en raison de l'engagement d'Adams en faveur de la neutralité.
Le prêt est approuvé par le gouvernement colombien dans sa forme originale, mais la ville de Barinas est reprise par les royalistes avant l'accord des prêteurs néerlandais. Sans la source du tabac dont dépendait le remboursement, les banquiers refusent alors le prêt.
Ainsi, Manuel Torres n'a finalement pas pu emprunter d'argent pour la Colombie. Selon l'historien Charles Bowman, Torres était un négociateur talentueux doté d'une « connaissance exceptionnelle de la haute finance », mais qu'il a échoué en raison de circonstances indépendantes de sa volonté.

## Décès
Sa santé déclinant rapidement, Manuel Torres retourne à Hamiltonville (en), aujourd'hui à West Philadelphia, où il avait acheté une nouvelle maison au printemps. William Duane est à ses côtés lorsqu'il meurt à 14 heures le 15 juillet 1822 à l'âge de 59 ans.
Le 17 juillet, le cortège funèbre part de la maison de Richard Worsam Meade (en), auquel se joignent le commodore Daniels de la marine colombienne et d'éminents citoyens. Le cortège se rend à l'église Sainte-Marie où la messe de requiem est célébrée par le père Hogan et où Torres est enterré avec les honneurs militaires. Les navires du port mettent leur pavillon en berne,. Cette manifestation d'honneur très inhabituelle s'explique non seulement par le fait que Torres était apprécié mais aussi par le fait qu'il était le premier diplomate étranger à mourir aux États-Unis. Un article nécrologique le nomme « le Franklin de l'Amérique du Sud ».
Duane et Meade sont les exécuteurs testamentaires. N'ayant pas encore appris sa mort, le gouvernement colombien le nomme consul général et, comme Torres l'avait prédit, envoie Salazar comme émissaire pour lui succéder.

## Travaux de Manuel Torres
- [Manuel Torres], Reflexiones sobre el comercio de España con sus colonias en tiempo de guerra [« Observations on the Commerce of Spain with her Colonies, in Time of War »] (anonymous pamphlet), Philadelphia, 1799 English translation 1800.[59]
- (en + es) Manuel de Torres et L. Hargous, Dufief's Nature Displayed in Her Mode of Teaching Language to Man: or, A New and Infallible Method of Acquiring a Language, in the Shortest Time Possible, Deduced from the Analysis of the Human Mind, and Consequently Suited to Every Capacity, Philadelphia, T. & G. Palmer, 1811 (hdl 2027/nyp.33433075921019 , lire en ligne)
- [Manuel Torres], Manual de un Republicano para el uso de un Pueblo libre [« A Republican's Manual for the Use of a Free People »] (anonymous pamphlet), Philadelphia, T. Palmer, 1812
- Manuel Torres, An Exposition of the Commerce of Spanish America; with some Observations upon its Importance to the United States. To which Are Added, a Correct Analysis of the Monies, Weights, and Measures of Spain, France, and the United States; and of the Weights and Measures of England: with Tables of their Reciprocal Reductions; and of the Exchange between the United States, England, France, Holland, Hamburg; and between England, Spain, France, and the Several States of the Union, Philadelphia, G. Palmer, 1816 (hdl 2027/hvd.hn3mpv )